# Stander
Stander es una película sudafricana de 2003 dirigida por Bronwen Hughes. Es un filme biográfico sobre el capitán André Stander, un policía sudafricano convertido en atracador de bancos. El papel principal fue interpretado por el actor estadounidense Thomas Jane, quien inicialmente rechazó la oferta. Los realizadores pudieron hablar con Allan Heyl, uno de los cómplices de Stander que aún estaba en prisión, Cor van Deventer, su compañero de la policía, y el director de la prisión donde estuvo recluido.

## Sinopsis
Durante la época del apartheid, un capitán de la policía llamado André Stander se convierte en un temido ladrón de bancos mientras sigue trabajando en el departamento de policía. La película está basada en hechos reales ocurridos a finales de la década de 1970.

## Reparto
- Thomas Jane es André Stander

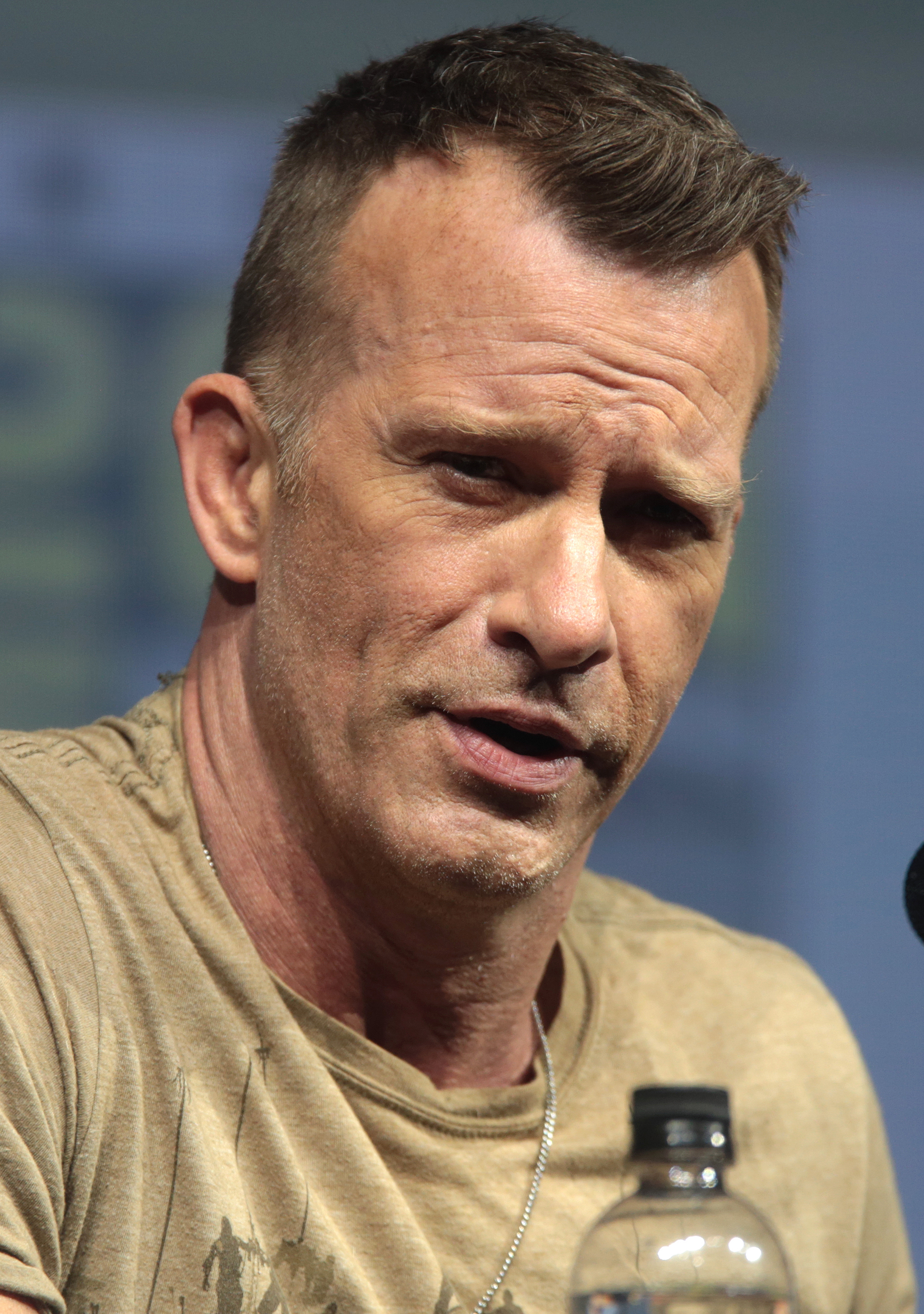
El actor estadounidense Thomas Jane interpretó el papel del capitán André Stander

- Deborah Kara Unger es Bekkie Stander
- Ashley Taylor es Cor van Deventer
- David O'Hara es Allan Heyl
- Dexter Fletcher es Lee McCall
- Ron Smerczak es el policía

Fuente:

## Recepción
Stander tuvo una recepción generalmente positiva de parte de la crítica y la audiencia. La revista Empire le dio tres estrellas de cinco posibles y afirmó que el filme es «un giro estelar que hace que Jane suba un par de peldaños con una actuación que es la mejor de su carrera». Geoff Pevere de Toronto Star aseguró en su reseña: «Impulsada por una banda sonora de música funk y dance sudafricana de época, impulsada por secuencias de montaje con escapadas a lo Burt Reynolds, Stander es la definición misma de una buena película sobre crimen». En la actualidad cuenta con un 73 % de aprobación en el sitio web especializado en reseñas cinematográficas Rotten Tomatoes.